# Marius Lefèrve
Marius Ludvig Lefèvre, född 4 maj 1875, död 14 mars 1958, var en dansk gymnast.
Lefèrve tävlade för Danmark vid olympiska sommarspelen 1912 i Stockholm, där han var med och tog silver i lagtävlingen i svenskt system. 